# Seznam medailistů na mistrovství Evropy v judu
Toto je seznam medailistů na mistrovství Evropy v judu.

## Superlehká váha (60 kg)
|         | Zlato                | Stříbro             | Bronz               | Bronz                  |
| ------- | -------------------- | ------------------- | ------------------- | ---------------------- |
| ME 1977 | Jevgenij Pogorelov   | Guy Le Baupin       | Reinhard Arndt      | Arpád Szabó            |
| ME 1978 | Felice Mariani       | Arpád Szabó         | Reinhard Arndt      | Jevgenij Pogorelov     |
| ME 1979 | Felice Mariani       | Helmut Grobelin     | Josef Reiter        | Aramby Emiž            |
| ME 1980 | Felice Mariani       | Josef Reiter        | Reinhard Arndt      | Thierry Rey            |
| ME 1981 | Andrzej Dziemianiuk  | Arpád Szabó         | Eric Maurel         | Pavel Petřikov         |
| ME 1982 | Chazret Tleceri      | Atanas Gerčev       | Andrzej Dziemianiuk | Klaus-Peter Stollberg  |
| ME 1983 | Chazret Tleceri      | Andrzej Dziemianiuk | Peter Jupke         | Klaus-Peter Stollberg  |
| ME 1984 | Chazret Tleceri      | Felice Mariani      | Patrick Roux        | Carlos Sotillo         |
| ME 1985 | Chazret Tleceri      | Gheorghe Dani       | Patrick Roux        | Carlos Sotillo         |
| ME 1986 | József Csák          | Peter Jupke         | Patrick Roux        | Chazret Tleceri        |
| ME 1987 | Patrick Roux         | Chazret Tleceri     | Helmut Dietz        | Neil Eckersley         |
| ME 1988 | Amiran Totikašvili   | Patrick Roux        | Neil Eckersley      | Carlos Sotillo         |
| ME 1989 | Amiran Totikašvili   | Petr Šedivák        | Philippe Pradayrol  | Carlos Sotillo         |
| ME 1990 | Philippe Pradayrol   | Nigel Donohue       | Pavel Botev         | Amiran Totikašvili     |
| ME 1991 | Philippe Pradayrol   | Piotr Kamrowski     | József Wagner       | Marino Cattedra        |
| ME 1992 | Nazim Husejnov       | Philippe Pradayrol  | Keith Gough         | Raik Arnold            |
| ME 1993 | Nazim Husejnov       | Chasan Bisultanov   | Pavel Botev         | Nigel Donohue          |
| ME 1994 | Girolamo Giovinazzo  | Nazim Husejnov      | Franck Chambilly    | Giorgi Revazišvili     |
| ME 1995 | Nigel Donohue        | Giorgi Vazagašvili  | Girolamo Giovinazzo | Natik Bagirov          |
| ME 1996 | Giorgi Vazagašvili   | Nigel Donohue       | Girolamo Giovinazzo | Franck Chambilly       |
| ME 1997 | Rašad Mamedov        | Yacine Douma        | Girolamo Giovinazzo | Pedro Caravana         |
| ME 1998 | Nestor Chergiani     | Ruslan Mirzalijev   | Óscar Peñas         | Rašad Mamedov          |
| ME 1999 | Óscar Peñas          | Cédric Taymans      | Nestor Chergiani    | Natik Bagirov          |
| ME 2000 | Elčin Ismajilov      | Éric Despezelle     | Cédric Taymans      | Nestor Chergiani       |
| ME 2001 | Elčin Ismajilov      | Cyril Soyer         | Cédric Taymans      | Nestor Chergiani       |
| ME 2002 | Yacine Douma         | Elčin Ismajilov     | Nestor Chergiani    | Jevgenij Staněv        |
| ME 2003 | Nestor Chergiani     | Craig Fallon        | Armen Nazarjan      | Ludwig Paischer        |
| ME 2004 | Ludwig Paischer      | Revaz Zidiridis     | Jevgenij Staněv     | Armen Nazarjan         |
| ME 2005 | Armen Nazarjan       | Ludwig Paischer     | Ruben Houkes        | Lavredis Alexanidis    |
| ME 2006 | Craig Fallon         | Armen Nazarjan      | Ruben Houkes        | Ludwig Paischer        |
| ME 2007 | Ruslan Kišmachov     | Ovanes Davtjan      | Gal Jekutiel        | Nestor Chergiani       |
| ME 2008 | Ludwig Paischer      | Ruben Houkes        | Lavredis Alexanidis | Nestor Chergiani       |
| ME 2009 | Arsen Galsťan        | Giorgi Zantaraia    | Nestor Chergiani    | Ludwig Paischer        |
| ME 2010 | Sofiane Milous       | Ludwig Paischer     | Jeroen Mooren       | Elio Verde             |
| ME 2011 | Giorgi Zantaraia     | Betkil Šukvani      | Arsen Galsťan       | Elio Verde             |
| ME 2012 | Beslan Mudranov      | Ovanes Davtjan      | Jeroen Mooren       | Amiran Papinašvili     |
| ME 2013 | Amiran Papinašvili   | Ludovic Chammartin  | Tommy Aršansky      | Ashley McKenzie        |
| ME 2014 | Beslan Mudranov      | Amiran Papinašvili  | Ovanes Davtjan      | Ilgar Muškijev         |
| ME 2015 | Beslan Mudranov      | Orchan Safarov      | Ludovic Chammartin  | Amiran Papinašvili     |
| ME 2016 | Walide Khyar         | Orchan Safarov      | Ovanes Davtjan      | Elios Manzi            |
| ME 2017 | Robert Mšvidobadze   | Janislav Gerčev     | Francisco Garrigós  | Orchan Safarov         |
| ME 2018 | Islam Jašujev        | Janislav Gerčev     | Ashley McKenzie     | Beslan Mudranov        |
| ME 2019 | Luchum Čchvimijani   | Francisco Garrigós  | Amiran Papinašvili  | Jorre Verstraeten      |
| ME 2020 | Robert Mšvidobadze   | Jago Abuladze       | Francisco Garrigós  | Jorre Verstraeten      |
| ME 2021 | Francisco Garrigós   | Luka Mcheidze       | Jago Abuladze       | Karamat Husejnov       |
| ME 2022 | Francisco Garrigós   | Janislav Gerčev     | Cédric Revol        | Jorre Verstraeten      |
| ME 2023 | Luka Mcheidze        | Dilshot Khalmatov   | Francisco Garrigós  | Romain Valadier-Picard |
| ME 2024 | Francisco Garrigós   | Balabay Aghayev     | Salih Yıldız        | Cédric Revol           |
| ME 2025 | Giorgi Sardalashvili | Ayub Bliev          | Ahmad Jusifov       | Luka Mkheidze          |

## Pololehká váha (66 kg)
|         | Zlato                | Stříbro                | Bronz                | Bronz                 |
| ------- | -------------------- | ---------------------- | -------------------- | --------------------- |
| ME 1965 | Alexej Iljušin       | Sergej Suslin          | ---                  | ---                   |
| ME 1966 | Sergej Suslin        | Jean-Claude Meslaye    | Serge Feist          | Theo Klein            |
| ME 1967 | Sergej Suslin        | Gustaaf Lauwereins     | George Glass         | Nikolaj Kozickij      |
| ME 1968 | Anzor Martkoplišvili | Sergej Suslin          | Serge Feist          | Denis Pylypiw         |
| ME 1969 | Serge Feist          | Dieter Scholz          | Jean-Jacques Mounier | Stanko Topolčnik      |
| ME 1970 | Jean-Jacques Mounier | Sergej Suslin          | Dieter Scholz        | Karl-Heinz Werner     |
| ME 1971 | Jean-Jacques Mounier | Šengeli Picchelauri    | Ferenc Szabó         | Karl-Heinz Werner     |
| ME 1972 | Jean-Jacques Mounier | Sergej Suslin          | Serhij Melnyčenko    | Karl-Heinz Werner     |
| ME 1973 | Serhij Melnyčenko    | Šengeli Picchelauri    | Michel Algisi        | Karl-Heinz Werner     |
| ME 1974 | Serhij Melnyčenko    | Danny Da Costa         | Michel Algisi        | Šengeli Picchelauri   |
| ME 1975 | Torsten Reißmann     | Šengeli Picchelauri    | Edward Alkśnin       | Yves Delvingt         |
| ME 1976 | József Tuncsik       | Oleg Zurabiani         | Michel Algisi        | Yves Delvingt         |
| ME 1977 | Yves Delvingt        | Ferenc Szabó           | Wolfgang Biedron     | Torsten Reißmann      |
| ME 1978 | Torsten Reißmann     | Nikolaj Soloduchin     | József Tuncsik       | Dragan Kosić          |
| ME 1979 | Nikolaj Soloduchin   | James Rohleder         | Yves Delvingt        | Nicolae Vlad          |
| ME 1980 | Torsten Reißmann     | Valentin Tarakanov     | Imre Gelencsér       | Constantin Niculae    |
| ME 1981 | Constantin Niculae   | Thierry Rey            | Sergio Cardell       | Josef Reiter          |
| ME 1982 | Torsten Reißmann     | Thierry Rey            | Janusz Pawłowski     | Josef Reiter          |
| ME 1983 | Thierry Rey          | Jaroslav Kříž          | Janusz Pawłowski     | Nikolaj Soloduchin    |
| ME 1984 | Marc Alexandre       | Jaroslav Kříž          | Stephen Gawthorpe    | Luc Chanson           |
| ME 1985 | Cornel Șerban        | Marc Alexandre         | Jörgen Häggqvist     | Andreas Paluschek     |
| ME 1986 | Jurij Sokolov        | Joachim Brenner        | Janusz Pawłowski     | Marc Alexandre        |
| ME 1987 | Jean-Pierre Hansen   | Dragomir Bečanović     | Tamás Bujkó          | Sergej Kosmynin       |
| ME 1988 | Bruno Carabetta      | Guido Schumacher       | Udo Quellmalz        | Sergej Kosmynin       |
| ME 1989 | Bruno Carabetta      | Sergej Kosmynin        | József Csák          | Pavel Petřikov        |
| ME 1990 | Bruno Carabetta      | Udo Quellmalz          | Philip Laats         | Stelian Petrescu      |
| ME 1991 | Eric Born            | József Csák            | Martin Schmidt       | Ian Freeman           |
| ME 1992 | Benoît Campargue     | Vsevolod Zeljonyj      | Ivan Netov           | Francisco Lorenzo     |
| ME 1993 | Sergej Kosmynin      | Vsevolod Zeljonyj      | Udo Quellmalz        | Fedor Lazarenko       |
| ME 1994 | Vladimir Dračko      | Jarosław Lewak         | Salim Abanoz         | Benoît Campargue      |
| ME 1995 | Peter Schlatter      | Vsevolod Zeljonyj      | Philip Laats         | Bektaş Demirel        |
| ME 1996 | Giorgi Revazišvili   | Julian Davies          | Peter Schlatter      | Larbi Benboudaoud     |
| ME 1997 | Hüseyin Özkan        | Giorgi Revazišvili     | Larbi Benboudaoud    | Julian Davies         |
| ME 1998 | Larbi Benboudaoud    | Islam Macijev          | Patrick van Kalken   | Giorgi Revazišvili    |
| ME 1999 | Larbi Benboudaoud    | Girolamo Giovinazzo    | Hüseyin Özkan        | Victor Bivol          |
| ME 2000 | Patrick van Kalken   | József Csák            | Girolamo Giovinazzo  | Georgi Georgiev       |
| ME 2001 | Renat Mirzalijev     | Davit Margošvili       | Larbi Benboudaoud    | Jozef Krnáč           |
| ME 2002 | Miklós Ungvári       | Jozef Krnáč            | Islam Macijev        | Musa Nastujev         |
| ME 2003 | Benjamin Darbelet    | Davit Margošvili       | Hüseyin Özkan        | Georgi Georgiev       |
| ME 2004 | Bektaş Demirel       | Elčin Ismajilov        | Óscar Peñas          | Benjamin Darbelet     |
| ME 2005 | Elčin Ismajilov      | Miklós Ungvári         | Benjamin Darbelet    | Alexandr Šlyk         |
| ME 2006 | Zaza Kedelašvili     | Benjamin Darbelet      | Künter Rothberg      | Andreas Mitterfellner |
| ME 2007 | Zaza Kedelašvili     | Miloš Mijalković       | Tomasz Adamiec       | Benjamin Darbelet     |
| ME 2008 | Zaza Kedelašvili     | Miklós Ungvári         | Pedro Dias           | Alim Gadanov          |
| ME 2009 | Miklós Ungvári       | Tomasz Kowalski        | Alim Gadanov         | Děnis Kozlov          |
| ME 2010 | Sugoi Uriarte        | Miklós Ungvári         | Rok Drakšič          | Andreas Mitterfellner |
| ME 2011 | Miklós Ungvári       | Tərlan Kərimov         | Alim Gadanov         | Colin Oates           |
| ME 2012 | Alim Gadanov         | Tomasz Kowalski        | Rok Drakšič          | Laša Šavdatuašvili    |
| ME 2013 | Laša Šavdatuašvili   | Kamal Chanmagomedov    | David Larose         | Dimitri Dragin        |
| ME 2014 | Loïc Korval          | David Larose           | Dmitrij Šeršaň       | Michail Puljajev      |
| ME 2015 | Kamal Chanmagomedov  | Loïc Korval            | Michail Puljajev     | Sebastian Seidl       |
| ME 2016 | Važa Margvelašvili   | Colin Oates            | Fabio Basile         | Arsen Galsťan         |
| ME 2017 | Giorgi Zantaraia     | Adrian Gomboc          | Matej Poliak         | Nidžat Šichalizade    |
| ME 2018 | Adrian Gomboc        | Matteo Medves          | Tal Flikr            | Dmitrij Šeršaň        |
| ME 2019 | Giorgi Zantaraia     | Matteo Medves          | Važa Margvelašvili   | Bagrat Nynyjašvili    |
| ME 2020 | Orchan Safarov       | Tal Flikr              | Denis Vieru          | Kilian Le Blouch      |
| ME 2021 | Manuel Lombardo      | Važa Margvelašvili     | João Crisóstomo      | Alberto Gaitero       |
| ME 2022 | Bogdan Jaadov        | Alberto Gaitero Martin | Elios Manzi          | Denis Vieru           |
| ME 2023 | Denis Vieru          | David García Torné     | Bogdan Jaadov        | Walide Khyar          |
| ME 2024 | Važa Margvelašvili   | Muhammed Demirel       | Bence Pongrácz       | Elios Manzi           |
| ME 2025 | Daikii Bouba         | Murad Chopanov         | Luukas Saha          | Walide Khyar          |

## Lehká váha (73 kg)
|         | Zlato               | Stříbro             | Bronz               | Bronz                 |
| ------- | ------------------- | ------------------- | ------------------- | --------------------- |
| ME 1965 | Vladimir Kuspiš     | Brian Jacks         | ---                 | ---                   |
| ME 1966 | Oleg Stěpanov       | Czesław Łaksa       | Joachim Schröder    | Aron Bogoľubov        |
| ME 1967 | Armand Desmet       | Eddy van der Pol    | Joachim Schröder    | Tonny Jonkman         |
| ME 1968 | Roin Magaltadze     | Džemal Natelašvili  | Czesław Kur         | William Wood          |
| ME 1969 | David Rudman        | Antoni Zajkowski    | Czesław Kur         | Patrick Vial          |
| ME 1970 | Rudolf Hendel       | Dietmar Hötger      | Engelbert Dörbandt  | Edward Mullen         |
| ME 1971 | Rudolf Hendel       | Antoni Zajkowski    | Pierre Guichard     | Valerij Dvojnikov     |
| ME 1972 | Dietmar Hötger      | Anatolij Novikov    | Marian Tałaj        | Albert Verhülsdonk    |
| ME 1973 | Dietmar Hötger      | Engelbert Dörbandt  | Franco Novasconi    | Vass Morrison         |
| ME 1974 | Günter Krüger       | Valerij Dvojnikov   | Engelbert Dörbandt  | Gérard Gautier        |
| ME 1975 | Vladimir Něvzorov   | Valerij Dvojnikov   | Dietmar Hötger      | Günter Krüger         |
| ME 1976 | Valerij Dvojnikov   | Dietmar Hötger      | Marian Tałaj        | Aristotěľ Spirov      |
| ME 1977 | Vladimir Něvzorov   | Marian Tałaj        | Neil Adams          | Günter Krüger         |
| ME 1978 | Günter Krüger       | Engelbert Dörbandt  | Neil Adams          | Károly Molnár         |
| ME 1979 | Neil Adams          | Ezio Gamba          | Günter Krüger       | Jevgenij Babanov      |
| ME 1980 | Nicolae Vlad        | Chris Bowles        | Karl-Heinz Lehmann  | Jevgenij Babanov      |
| ME 1981 | Karl-Heinz Lehmann  | Sándor Nagysolymosi | Iliyan Nedkov       | Simion Toplicean      |
| ME 1982 | Ezio Gamba          | Karl-Heinz Lehmann  | Magomed Parčijev    | Stanislav Tůma        |
| ME 1983 | Richard Mélillo     | Ezio Gamba          | Steffen Stranz      | Karl-Heinz Lehmann    |
| ME 1984 | Tamaz Namgalauri    | Serge Dyot          | Joaquín Ruiz        | Istvan Nagy           |
| ME 1985 | Tamaz Namgalauri    | Bertalan Hajtós     | Kerrith Brown       | Richard Mélillo       |
| ME 1986 | Bertalan Hajtós     | Kerrith Brown       | Wiesław Błach       | Ezio Gamba            |
| ME 1987 | Wiesław Błach       | Richard Mélillo     | Steffen Stranz      | Sven Loll             |
| ME 1988 | Joaquín Ruiz        | Sven Loll           | Krzysztof Kamiński  | Hans Engelmeier       |
| ME 1989 | Jorma Korhonen      | Bertalan Hajtós     | Marc Alexandre      | Giorgi Tenadze        |
| ME 1990 | Guido Schumacher    | Jorma Korhonen      | Wiesław Błach       | Bertalan Hajtós       |
| ME 1991 | Stefan Dott         | Josef Věnsek        | Christophe Gagliano | Magomedbek Alijev     |
| ME 1992 | Norbert Haimberger  | Bruno Carabetta     | Oren Smadža         | Joaquín Ruiz          |
| ME 1993 | Vladimer Dgebuadze  | Tərlan Poladov      | Jorma Korhonen      | Patrick Rosso         |
| ME 1994 | Sergej Kosmynin     | Patrick Rosso       | René Sporleder      | Bertalan Hajtós       |
| ME 1995 | Martin Schmidt      | Christophe Gagliano | Davor Vlaškovac     | Thomas Schleicher     |
| ME 1996 | Danny Kingston      | Thomas Schleicher   | Christophe Gagliano | Ilia Čimčiuri         |
| ME 1997 | Giorgi Vazagašvili  | Anatolij Larjukov   | Danny Kingston      | Christophe Gagliano   |
| ME 1998 | Giuseppe Maddaloni  | Andrei Golban       | Ilia Čimčiuri       | Rafał Kozielewski     |
| ME 1999 | Giuseppe Maddaloni  | Alexej Budolin      | Vitalij Makarov     | Giorgi Vazagašvili    |
| ME 2000 | Michel Almeida      | Vitalij Makarov     | Ferrid Kheder       | Giorgi Revazišvili    |
| ME 2001 | Hennadij Bilodid    | Giuseppe Maddaloni  | Daniel Fernandes    | Nikolaj Belokosov     |
| ME 2002 | Anatolij Larjukov   | Davit Kevchišvili   | Giuseppe Maddaloni  | Vsevolod Zeljonyj     |
| ME 2003 | Hennadij Bilodid    | Kiyoshi Uematsu     | Anatolij Larjukov   | Krzysztof Wiłkomirski |
| ME 2004 | Kiyoshi Uematsu     | Jo'el Razvozov      | Davit Kevchišvili   | Vsevolod Zeljonyj     |
| ME 2005 | Ákos Braun          | Jo'el Razvozov      | Davit Kevchišvili   | Daniel Fernandes      |
| ME 2006 | Elnur Mammadli      | Daniel Fernandes    | Bryan van Dijk      | Salamu Mežidov        |
| ME 2007 | Salamu Mežidov      | Davit Kevchišvili   | Georgi Georgiev     | Konstantin Semjonov   |
| ME 2008 | Dirk Van Tichelt    | Kiyoshi Uematsu     | Ákos Braun          | Davit Kevchišvili     |
| ME 2009 | Volodymyr Soroka    | Dex Elmont          | Gilles Bonhomme     | Marcel Trudov         |
| ME 2010 | João Pina           | Batradz Kaitmazov   | Ugo Legrand         | Attila Ungvári        |
| ME 2011 | João Pina           | Murat Kodzokov      | Hasan Vanlıoğlu     | Jaromír Ježek         |
| ME 2012 | Ugo Legrand         | Volodymyr Soroka    | Dex Elmont          | Soso Palelašvili      |
| ME 2013 | Rok Drakšič         | Nugzar Tatalašvili  | Pierre Duprat       | Zebeda Rechviašvili   |
| ME 2014 | Dex Elmont          | Ugo Legrand         | Rok Drakšič         | Miklós Ungvári        |
| ME 2015 | Sagi Muki           | Nugzar Tatalašvili  | Rok Drakšič         | Dirk Van Tichelt      |
| ME 2016 | Rustam Orudžov      | Laša Šavdatuašvili  | Rok Drakšič         | Nugzar Tatalašvili    |
| ME 2017 | Hidajat Hejdarov    | Musa Moguškov       | Tommy Macias        | Rustam Orudžov        |
| ME 2018 | Ferdinand Karapeťan | Hidajat Hejdarov    | Bilal Çiloğlu       | Tommy Macias          |
| ME 2019 | Tommy Macias        | Rustam Orudžov      | Jorgos Azoidis      | Hidajat Hejdarov      |
| ME 2020 | Victor Sterpu       | Laša Šavdatuašvili  | Rustam Orudžov      | Tommy Macias          |
| ME 2021 | Akil Gjakova        | Tóhar Butbul        | Musa Moguškov       | Nils Stup             |
| ME 2022 | Hidajat Hejdarov    | Giovanni Esposito   | Mark Christov       | Rustam Orudžov        |
| ME 2023 | Hidajat Hejdarov    | Salvador Cases      | Petru Pelivan       | Akil Gjakova          |
| ME 2024 | Hidajat Hejdarov    | Danil Lavrentev     | Laša Šavdatuašvili  | Joan-Benjamin Gaba    |
| ME 2025 | Danil Lavrentev     | Manuel Lombardo     | Joan-Benjamin Gaba  | Rašíd Mammadalijev    |

## Polostřední váha (81 kg)
|         | Zlato               | Stříbro              | Bronz                | Bronz                 |
| ------- | ------------------- | -------------------- | -------------------- | --------------------- |
| ME 1977 | Adam Adamczyk       | Harald Heinke        | Fred Marhenke        | Bernard Tchoullouyan  |
| ME 1978 | Harald Heinke       | Adam Adamczyk        | Bernard Tchoullouyan | Jerzy Jatowtt         |
| ME 1979 | Harald Heinke       | Šota Chabareli       | Adam Adamczyk        | Mihalache Toma        |
| ME 1980 | Neil Adams          | Harald Heinke        | Bernard Tchoullouyan | Mircea Frăţică        |
| ME 1981 | Georgi Petrov       | Roman Novotný        | Andrzej Sadej        | Šota Chabareli        |
| ME 1982 | Mircea Frăţică      | Šota Chabareli       | Andrzej Sadej        | Neil Adams            |
| ME 1983 | Neil Adams          | Seppo Myllylä        | Andrzej Sadej        | Šota Chabareli        |
| ME 1984 | Neil Adams          | Dénes Fogarasi       | Michel Nowak         | Jurij Merkulov        |
| ME 1985 | Neil Adams          | Waldemar Legień      | Michel Nowak         | Per Kjellin           |
| ME 1986 | Frank Wieneke       | Marcel Pietri        | Waldemar Legień      | Ramon Pink            |
| ME 1987 | Bašir Varajev       | Jean-Michel Berthet  | Andrzej Sadej        | Peter Reiter          |
| ME 1988 | Bašir Varajev       | Frank Wieneke        | Pascal Tayot         | Peter Reiter          |
| ME 1989 | Bašir Varajev       | Frank Wieneke        | Anthonie Wurth       | Zsolt Zsoldos         |
| ME 1990 | Bašir Varajev       | Zsolt Zsoldos        | Bertrand Amoussou    | Iulian Rusu           |
| ME 1991 | Anthonie Wurth      | Johan Laats          | Krzysztof Kamiński   | Bašir Varajev         |
| ME 1992 | Marko Spittka       | Olivier Schaffter    | Bertrand Damaisin    | Šarip Varajev         |
| ME 1993 | Darcel Yandzi       | Ijoseb Lipartelijani | Johan Laats          | Alexej Timoškin       |
| ME 1994 | Ryan Birch          | Johan Laats          | Mark Huizinga        | Patrick Reiter        |
| ME 1995 | Patrick Reiter      | Djamel Bouras        | Johan Laats          | İrfan Toker           |
| ME 1996 | Djamel Bouras       | Oleg Krecul          | Konstantin Savčiškin | Patrick Reiter        |
| ME 1997 | Johan Laats         | Djamel Bouras        | Patrick Reiter       | Dirk Radszat          |
| ME 1998 | Bertalan Hajtós     | Mehman Əzizov        | Dirk Radszat         | Irakli Uznadze        |
| ME 1999 | Nuno Delgado        | Maarten Arens        | Graeme Randall       | Djamel Bouras         |
| ME 2000 | Sergei Aschwanden   | Ricardo Etxarte      | Alexej Budolin       | Robert Krawczyk       |
| ME 2001 | Alexej Budolin      | Laša Pipia           | Irakli Uznadze       | Óscar Fernández       |
| ME 2002 | Irakli Uznadze      | Alexej Budolin       | Robert Krawczyk      | Roberto Meloni        |
| ME 2003 | Sergei Aschwanden   | Nuno Delgado         | Alexej Budolin       | Florian Wanner        |
| ME 2004 | Ilias Iliadis       | Ole Bischof          | Ricardo Etxarte      | Dmitrij Nosov         |
| ME 2005 | Ole Bischof         | Boris Novotný        | Euan Burton          | Robert Krawczyk       |
| ME 2006 | Sergej Šundikov     | Giuseppe Maddaloni   | Guillaume Elmont     | Sergei Aschwanden     |
| ME 2007 | Robert Krawczyk     | Sergej Šundikov      | Guillaume Elmont     | Euan Burton           |
| ME 2008 | João Neto           | Guillaume Elmont     | Nikolaj Barkovský    | Giuseppe Maddaloni    |
| ME 2009 | Ivan Nifontov       | Antonio Ciano        | Aljaž Sedej          | Levan Ciklauri        |
| ME 2010 | Siražudin Magomedov | Alexandr Stěšenko    | Euan Burton          | Guillaume Elmont      |
| ME 2011 | Elnur Mammadli      | Sergiu Toma          | Ole Bischof          | Siražudin Magomedov   |
| ME 2012 | Siražudin Magomedov | Murat Chabačirov     | Joachim Bottieau     | Konstantin Ovčinnikov |
| ME 2013 | Avtandil Črikišvili | Tomislav Marijanović | Joachim Bottieau     | Loïc Pietri           |
| ME 2014 | Avtandil Črikišvili | Loïc Pietri          | Szabolcs Krizsán     | Sven Maresch          |
| ME 2015 | Avtandil Črikišvili | Ivan Nifontov        | Loïc Pietri          | Alexander Wieczerzak  |
| ME 2016 | Chasan Chalmurzajev | Avtandil Črikišvili  | Ivajlo Ivanov        | Robin Pacek           |
| ME 2017 | Alan Chubecov       | Dominic Ressel       | Dominik Družeta      | Aslan Lappinagov      |
| ME 2018 | Sagi Muki           | Sami Chouchi         | Antonio Esposito     | Aslan Lappinagov      |
| ME 2019 | Matthias Casse      | Ivajlo Ivanov        | Luka Majisuradze     | Attila Ungvári        |
| ME 2020 | Tato Grigalashvili  | Ivajlo Ivanov        | Luka Majisuradze     | Matthias Casse        |
| ME 2021 | Vedat Albayrak      | Matthias Casse       | Sagi Muki            | Christian Parlati     |
| ME 2022 | Tato Grigalashvili  | Matthias Casse       | Sami Chouchi         | Attila Ungvári        |
| ME 2023 | Vedat Albayrak      | Tato Grigalashvili   | Alpha Oumar Djalo    | Dominic Ressel        |
| ME 2024 | Tato Grigalashvili  | Frank de Wit         | Vedat Albayrak       | Shamil Borchashvili   |
| ME 2025 | Timur Arbuzov       | Tato Grigalashvili   | Matthias Casse       | Zelim Tckaev          |

## Střední váha (90 kg)
|         | Zlato                | Stříbro                   | Bronz                 | Bronz                  |
| ------- | -------------------- | ------------------------- | --------------------- | ---------------------- |
| ME 1954 | Hein Essink          | Dick Konings              | ---                   | ---                    |
| ME 1957 | Pierre Rigal         | Hein Essink               | ---                   | ---                    |
| ME 1958 | Walter Gauhs         | Marcel Nottola            | ---                   | ---                    |
| ME 1959 | Hein Essink          | Paul Kunisch              | ---                   | ---                    |
| ME 1960 | Heinrich Metzler     | Hein Essink               | ---                   | ---                    |
| ME 1961 | Heinrich Metzler     | Paul Kunisch              | ---                   | ---                    |
| ME 1962 | Henri Courtine       | Gerd Stamer               | ---                   | ---                    |
| ME 1963 | Jacques Noris        | George Kerr               | ---                   | ---                    |
| ME 1964 | Lionel Grossain      | Jacques Noris             | ---                   | ---                    |
| ME 1965 | Martin Poglajen      | Patrick Clément           | ---                   | ---                    |
| ME 1966 | Peter Snijders       | Vladimir Pokatajev        | Martin Poglajen       | George Kotik           |
| ME 1967 | Vladimir Pokatajev   | George Kerr               | Brian Jacks           | Patrick Clément        |
| ME 1968 | Wolfgang Hofmann     | Patrick Clément           | Horst Leupold         | Ferdi Miebach          |
| ME 1969 | Anatolij Bondarenko  | Otto Smirat               | Martin Poglajen       | Jan Snijders           |
| ME 1970 | Brian Jacks          | Martin Poglajen           | Horst Leupold         | Otto Smirat            |
| ME 1971 | Guy Auffray          | Guram Gogolauri           | Brian Jacks           | Patrick Clément        |
| ME 1972 | Jean-Paul Coche      | Guram Gogolauri           | László Ipacs          | Andrej Cjupačenko      |
| ME 1973 | Brian Jacks          | Guy Auffray               | Bernd Look            | Guram Gogolauri        |
| ME 1974 | Jean-Paul Coche      | Antoni Reiter             | Adam Adamczyk         | Bob Debelius           |
| ME 1975 | Antoni Reiter        | Abdulgadži Barkalajev     | Adam Adamczyk         | Alexej Volosov         |
| ME 1976 | Jean-Paul Coche      | Adam Adamczyk             | Antoni Reiter         | Detlef Ultsch          |
| ME 1977 | Alexej Volosov       | Jürg Röthlisberger        | Zbigniew Bielawski    | Detlef Ultsch          |
| ME 1978 | Alexandr Jackevič    | Detlef Ultsch             | Wolfgang Frank        | Jürg Röthlisberger     |
| ME 1979 | Jürg Röthlisberger   | Slavko Obadov             | Detlef Ultsch         | Endre Kiss             |
| ME 1980 | Alexandr Jackevič    | Peter Seisenbacher        | Peter Donnelly        | Detlef Ultsch          |
| ME 1981 | Davit Bodaveli       | Bernard Tchoullouyan      | Wolfgang Frank        | János Gyáni            |
| ME 1982 | Alexandr Jackevič    | Mario Vecchi              | Bernard Tchoullouyan  | Detlef Ultsch          |
| ME 1983 | Vitalij Pesňak       | Peter Seisenbacher        | Mario Vecchi          | Detlef Ultsch          |
| ME 1984 | Vitalij Pesňak       | Roland Borawski           | Peter Seisenbacher    | Ben Spijkers           |
| ME 1985 | Vitalij Pesňak       | Michael Bazynski          | Peter Seisenbacher    | Georgi Petrov          |
| ME 1986 | Peter Seisenbacher   | Ben Spijkers              | Fabien Canu           | János Gyáni            |
| ME 1987 | Fabien Canu          | Densign White             | Peter Seisenbacher    | Viktor Poddubnij       |
| ME 1988 | Fabien Canu          | Densign White             | Ben Spijkers          | Peter Seisenbacher     |
| ME 1989 | Fabien Canu          | Vitalij Buďukin           | Giorgio Vismara       | Axel Lobenstein        |
| ME 1990 | Waldemar Legień      | Axel Lobenstein           | Densign White         | Fabien Canu            |
| ME 1991 | Axel Lobenstein      | Giorgio Vismara           | Adrian Croitoru       | León Villar            |
| ME 1992 | Pascal Tayot         | Adrian Croitoru           | Giorgio Vismara       | León Villar            |
| ME 1993 | Pascal Tayot         | Apti Magomadov            | Alex Smeets           | Oleg Malcev            |
| ME 1994 | Oleg Malcev          | Vincenzo Carabetta        | Adrian Croitoru       | Iveri Džikurauli       |
| ME 1995 | Maarten Arens        | Iveri Džikurauli          | Ruslan Mašurenko      | Oleg Malcev            |
| ME 1996 | Mark Huizinga        | Oleg Malcev               | Ryan Birch            | Sergej Klišin          |
| ME 1997 | Mark Huizinga        | Sergej Klišin             | Daan De Cooman        | Algimantas Merkevičius |
| ME 1998 | Mark Huizinga        | Marko Spittka             | Vincenzo Carabetta    | Dmitrij Morozov        |
| ME 1999 | Daan De Cooman       | Algimantas Merkevičius    | Mark Huizinga         | Rasul Salimov          |
| ME 2000 | Adrian Croitoru      | Mark Huizinga             | Ruslan Mašurenko      | Rasul Salimov          |
| ME 2001 | Mark Huizinga        | Rasul Salimov             | Frédéric Demontfaucon | Dmitrij Budolin        |
| ME 2002 | Valentyn Hrekov      | Sergej Kucharenko         | Mark Huizinga         | Zurab Zviadauri        |
| ME 2003 | Valentyn Hrekov      | Chasanbi Taov             | Mark Huizinga         | Özgür Yılmaz           |
| ME 2004 | Francesco Lepre      | Mark Huizinga             | Valentyn Hrekov       | Chasanbi Taov          |
| ME 2005 | David Alarza         | Roberto Meloni            | Sergei Aschwanden     | Mark Huizinga          |
| ME 2006 | Ivan Peršin          | David Alarza              | Roberto Meloni        | Winston Gordon         |
| ME 2007 | Valentyn Hrekov      | Irakli Cirekidze          | Roberto Meloni        | David Alarza           |
| ME 2008 | Mark Huizinga        | Elchan Mammadov           | Andrej Kazusjonok     | Irakli Cirekidze       |
| ME 2009 | Andrej Kazusjonok    | Varlam Lipartelijani      | Karolis Bauža         | Elchan Mammadov        |
| ME 2010 | Marcus Nyman         | Varlam Lipartelijani      | Ilias Iliadis         | Elchan Mammadov        |
| ME 2011 | Ilias Iliadis        | Kirill Děnisov            | Varlam Lipartelijani  | Marcus Nyman           |
| ME 2012 | Varlam Lipartelijani | Grigorij Suljomin         | Andrej Kazusjonok     | Christophe Lambert     |
| ME 2013 | Kirill Děnisov       | Varlam Lipartelijani      | Karolis Bauža         | Kirill Voprosov        |
| ME 2014 | Varlam Lipartelijani | Kirill Voprosov           | Alexandre Iddir       | Krisztián Tóth         |
| ME 2015 | Kirill Děnisov       | Varlam Lipartelijani      | Guillaume Elmont      | Ilias Iliadis          |
| ME 2016 | Varlam Lipartelijani | Krisztián Tóth            | Piotr Kuczera         | Marcus Nyman           |
| ME 2017 | Aleksandar Kukolj    | Axel Clerget              | Beka Gvinyjašvili     | Chusejn Chalmurzajev   |
| ME 2018 | Michail Igolnikov    | Nemanja Majdov            | Nikoloz Šerazadišvili | Theodoros Celidis      |
| ME 2019 | Mikail Özerler       | Li Kochman                | Chusejn Chalmurzajev  | Mammadali Mehdijev     |
| ME 2020 | Michail Igolnikov    | Nemanja Majdov            | Beka Gvinyjašvili     | Mammadali Mehdijev     |
| ME 2021 | Laša Bekauri         | Beka Gvinyjašvili         | Michail Igolnikov     | Krisztián Tóth         |
| ME 2022 | Luka Majisuradze     | Darko Brašnjović          | Mammadali Mehdijev    | Theodoros Celidis      |
| ME 2023 | Nemanja Majdov       | Laša Bekauri              | Krisztián Tóth        | Mikail Özerler         |
| ME 2024 | Eljan Hajiyev        | Krisztián Tóth            | Laša Bekauri          | Alex Creț              |
| ME 2025 | Christian Parlati    | Maxime-Gaël Ngayap Hambou | Murad Fatijev         | Ivajlo Ivanov          |

## Polotěžká váha (100 kg)
|         | Zlato               | Stříbro               | Bronz                   | Bronz                   |
| ------- | ------------------- | --------------------- | ----------------------- | ----------------------- |
| ME 1965 | Anatolij Judin      | Joop Gouweleeuw       | ---                     | ---                     |
| ME 1966 | Joop Gouweleeuw     | Peter Herrmann        | Anzor Kibrocašvili      | Anatolij Judin          |
| ME 1967 | Peter Herrmann      | Pierre Albertini      | Ray Ross                | Boris Miščenko          |
| ME 1968 | Peter Herrmann      | Helmut Howiller       | Ernst Eugster           | Paul Barth              |
| ME 1969 | Peter Snijders      | Vladimir Pokatajev    | Martin Segers           | Pierre Guichard         |
| ME 1970 | Vladimir Pokatajev  | Uwe Stock             | Pierre Albertini        | Jevgenij Soloduchin     |
| ME 1971 | Helmut Howiller     | Vladimir Pokatajev    | Peter Snijders          | Ernst Eugster           |
| ME 1972 | Angelo Parisi       | Jan Bosman            | Jevgenij Soloduchin     | Ernst Eugster           |
| ME 1973 | Jean-Luc Rougé      | David Starbrook       | Jevgenij Soloduchin     | Amiran Muzaevi          |
| ME 1974 | Goran Žuvela        | Günther Neureuther    | David Starbrook         | Dietmar Lorenz          |
| ME 1975 | Dietmar Lorenz      | Jean-Luc Rougé        | David Starbrook         | Amiran Muzaevi          |
| ME 1976 | Tengiz Chubuluri    | Robert Van de Walle   | Arthur Schnabel         | Goran Žuvela            |
| ME 1977 | Dietmar Lorenz      | Robert Van de Walle   | Arthur Schnabel         | Paul Radburn            |
| ME 1978 | Dietmar Lorenz      | Angelo Parisi         | Robert Van de Walle     | Vladimir Gurin          |
| ME 1979 | Tengiz Chubuluri    | Robert Van de Walle   | Günther Neureuther      | Robert Köstenberger     |
| ME 1980 | Jean-Luc Rougé      | Dietmar Lorenz        | Ramaz Charšiladze       | Robert Van de Walle     |
| ME 1981 | Roger Vachon        | Tengiz Chubuluri      | Ulf Rettig              | Robert Van de Walle     |
| ME 1982 | Robert Köstenberger | Günther Neureuther    | Roger Vachon            | Lajos Molnár            |
| ME 1983 | Valerij Divisenko   | Roger Vachon          | Robert Van de Walle     | Günther Neureuther      |
| ME 1984 | Günther Neureuther  | Robert Van de Walle   | Roger Vachon            | Robert Köstenberger     |
| ME 1985 | Robert Van de Walle | Roger Vachon          | Günther Neureuther      | Andreas Preschel        |
| ME 1986 | Robert Van de Walle | Roger Vachon          | Jerzy Kolanowski        | Jiří Sosna              |
| ME 1987 | Koba Kurtanydze     | Roger Vachon          | Marc Meiling            | Robert Van de Walle     |
| ME 1988 | Jiří Sosna          | Jevgenij Pečurov      | Marko Valev             | Robert Van de Walle     |
| ME 1989 | Koba Kurtanydze     | Jiří Sosna            | Theo Meijer             | Marc Meiling            |
| ME 1990 | Stéphane Traineau   | Marc Meiling          | Koba Kurtanydze         | Frank Borkowski         |
| ME 1991 | Theo Meijer         | Givi Gaurgašvili      | Stéphane Traineau       | Detlef Knorrek          |
| ME 1992 | Stéphane Traineau   | Dmitrij Sergejev      | Luigi Guido             | Antal Kovács            |
| ME 1993 | Stéphane Traineau   | Thomas Etlinger       | Leanid Sviryd           | Antal Kovács            |
| ME 1994 | Paweł Nastula       | Ray Stevens           | Mike Hax                | Dmitrij Sergejev        |
| ME 1995 | Paweł Nastula       | Dmitrij Sergejev      | Stéphane Traineau       | Pedro Soares            |
| ME 1996 | Paweł Nastula       | Pedro Soares          | Ghislain Lemaire        | Dmitrij Sergejev        |
| ME 1997 | Ben Sonnemans       | Ghislain Lemaire      | Dano Pantić             | Radu Ivan               |
| ME 1998 | Daniel Gürschner    | Radu Ivan             | Jurij Sťopkin           | Ben Sonnemans           |
| ME 1999 | Stéphane Traineau   | Paweł Nastula         | Alexandr Michajlin      | Ari'el Ze'evi           |
| ME 2000 | Jurij Sťopkin       | Daniel Gürschner      | Franz Birkfellner       | Iveri Džikurauli        |
| ME 2001 | Ari'el Ze'evi       | Ghislain Lemaire      | Elco van der Geest      | Iveri Džikurauli        |
| ME 2002 | Elco van der Geest  | Martin Padar          | Antal Kovács            | Igor Makarov            |
| ME 2003 | Ari'el Ze'evi       | Elco van der Geest    | Antal Kovács            | Igor Makarov            |
| ME 2004 | Ari'el Ze'evi       | Antal Kovács          | Ghislain Lemaire        | Michele Monti           |
| ME 2005 | Christophe Humbert  | Ari'el Ze'evi         | Ruslan Gasymov          | Daniel Brata            |
| ME 2006 | Ruslan Gasymov      | Dániel Hadfi          | Peter Cousins           | Dmitrij Peters          |
| ME 2007 | Dániel Hadfi        | Ruslan Gasymov        | Ari'el Ze'evi           | Frédéric Demontfaucon   |
| ME 2008 | Henk Grol           | Przemysław Matyjaszek | Benjamin Behrla         | Ari'el Ze'evi           |
| ME 2009 | Tagir Chajbulajev   | Henk Grol             | Jevgenij Borodavko      | Daniel Brata            |
| ME 2010 | Elco van der Geest  | Henk Grol             | Benjamin Behrla         | Ari'el Ze'evi           |
| ME 2011 | Amel Mekić          | Levan Žoržolijani     | Jevgenij Borodavko      | Irakli Cirekidze        |
| ME 2012 | Ari'el Ze'evi       | Levan Žoržolijani     | Elmar Gasimov           | Zafar Machmadov         |
| ME 2013 | Lukáš Krpálek       | Henk Grol             | Jevgenij Borodavko      | Cyrille Maret           |
| ME 2014 | Lukáš Krpálek       | Elmar Gasimov         | Adlan Bisultanov        | Cyrille Maret           |
| ME 2015 | Henk Grol           | Lukáš Krpálek         | Cyrille Maret           | Toma Nikiforov          |
| ME 2016 | Henk Grol           | Toma Nikiforov        | Michael Korrel          | Grigorij Minaškin       |
| ME 2017 | Elchan Mammadov     | Cyrille Maret         | Kirill Děnisov          | Kazbek Zankišijev       |
| ME 2018 | Toma Nikiforov      | Cyrille Maret         | Zelim Kocojev           | Peter Palčik            |
| ME 2019 | Arman Adamjan       | Varlam Lipartelijani  | Elmar Gasimov           | Cyrille Maret           |
| ME 2020 | Peter Palčik        | Arman Adamjan         | Jorge Fonseca           | Zelim Kocojev           |
| ME 2021 | Toma Nikiforov      | Varlam Lipartelijani  | Alexandre Iddir         | Zelim Kocojev           |
| ME 2022 | Michael Korrel      | Piotr Kuczera         | Nikoloz Sherazadishvili | Daniel Eich             |
| ME 2023 | Zelim Kocojev       | Ilia Sulamanidze      | Matvěj Kanikovskij      | Nikoloz Sherazadishvili |
| ME 2024 | Matvěj Kanikovskij  | Ilia Sulamanidze      | Michael Korrel          | Gennaro Pirelli         |
| ME 2025 | Ilia Sulamanidze    | Zelym Kotsojev        | Simeon Catharina        | Gennaro Pirelli         |

## Těžká váha (nad 100 kg)
|         | Zlato                     | Stříbro                   | Bronz                     | Bronz                     |
| ------- | ------------------------- | ------------------------- | ------------------------- | ------------------------- |
| ME 1965 | Parnaoz Čikviladze        | Günter Monczyk            | ---                       | ---                       |
| ME 1966 | Wim Ruska                 | Parnaoz Čikviladze        | Günter Monczyk            | David Peake               |
| ME 1967 | Wim Ruska                 | Anzor Kibrocašvili        | Klaus Henning             | Vasile UsikMDA            |
| ME 1968 | Klaus Glahn               | Anzor Kiknadze            | Alfred Meier              | Erich Butka               |
| ME 1969 | Wim Ruska                 | Givi Onašvili             | Vitalij Kuzněcov          | Erich Butka               |
| ME 1970 | Klaus Glahn               | Wim Ruska                 | Dirk Eveleens             | Heinz Schulze             |
| ME 1971 | Wim Ruska                 | Valentin Guțu             | Alfred Meier              | Givi OnašviliGEO          |
| ME 1972 | Wim Ruska                 | Givi Onašvili             | Santiago Ojeda            | Vitalij Kuzněcov          |
| ME 1973 | Santiago Ojeda            | Keith Remfry              | Peter Adelaar             | Džibilo Nižaradze         |
| ME 1974 | Givi Onašvili             | Chris Dolman              | Rémi Berthet              | Wolfgang Zuckschwerdt     |
| ME 1975 | Džibilo Nižaradze         | Sergej Novikov            | Vladimír Novák            | Wolfgang Zuckschwerdt     |
| ME 1976 | Sergej Novikov            | Givi Onašvili             | Momir Lucić               | Mihály Petrovszki         |
| ME 1977 | Jean-Luc Rougé            | Džibilo Nižaradze         | Peter Adelaar             | Wolfgang Zuckschwerdt     |
| ME 1978 | Peter Adelaar             | Imre Varga                | Jean-Luc Rougé            | Sergej Novikov            |
| ME 1979 | Jean-Luc Rougé            | Vitalij Kuzněcov          | Peter Adelaar             | Imre Varga                |
| ME 1980 | Alexej Ťurin              | Imre Varga                | Peter Adelaar             | Angelo Parisi             |
| ME 1981 | Grigorij Veričev          | Dimitar Zaprjanov         | Alexander von der Groeben | Laurent Del Colombo       |
| ME 1982 | Henry Stöhr               | Angelo Parisi             | Grigorij Veričev          | András Ozsvár             |
| ME 1983 | Chabil Biktašev           | Dimitar Zaprjanov         | Angelo Parisi             | Alexander von der Groeben |
| ME 1984 | Alexander von der Groeben | Dietmar Pufahl            | Willy Wilhelm             | Vladimír Kocman           |
| ME 1985 | Grigorij Veričev          | Alexander von der Groeben | Dragan Kusmuk             | Juha Salonen              |
| ME 1986 | Willy Wilhelm             | Henry Stöhr               | Grigorij Veričev          | Clemens Jehle             |
| ME 1987 | Mihai Cioc                | Clemens Jehle             | Alexander von der Groeben | Akaki Kibordzalidze       |
| ME 1988 | Grigorij Veričev          | Alexander von der Groeben | Dimitar Zaprjanov         | Henry Stöhr               |
| ME 1989 | Rafał Kubacki             | Thomas Müller             | Grigorij Veričev          | Hans Buiting              |
| ME 1990 | Sergej Kosorotov          | Harry Van Barneveld       | Frank Möller              | Marian Grozea             |
| ME 1991 | Henry Stöhr               | Sergej Kosorotov          | David Douillet            | Rafał Kubacki             |
| ME 1992 | Frank Möller              | Sergej Kosorotov          | David Douillet            | Dennis Raven              |
| ME 1993 | Davit Chachaleišvili      | David Douillet            | Rafał Kubacki             | Frank Möller              |
| ME 1994 | David Douillet            | Rafał Kubacki             | Selim Tataroğlu           | Frank Möller              |
| ME 1995 | Sergej Kosorotov          | Frank Möller              | Denny Ebbers              | Rafał Kubacki             |
| ME 1996 | Davit Chachaleišvili      | Sergej Kosorotov          | Selim Tataroğlu           | Rafał Kubacki             |
| ME 1997 | Selim Tataroğlu           | Dennis van der Geest      | Harry Van Barneveld       | Rafał Kubacki             |
| ME 1998 | Tamerlan Tmenov           | Rafał Kubacki             | Selim Tataroğlu           | Imre Csősz                |
| ME 1999 | Tamerlan Tmenov           | Semir Pepic               | Indrek Pertelson          | Selim Tataroğlu           |
| ME 2000 | Dennis van der Geest      | Tamerlan Tmenov           | Frank Möller              | Ernesto Pérez             |
| ME 2001 | Tamerlan Tmenov           | Denis Braidotti           | Selim Tataroğlu           | Alexandre Davitašvili     |
| ME 2002 | Tamerlan Tmenov           | Pedro Soares              | Dennis van der Geest      | Janusz Wojnarowicz        |
| ME 2003 | Tamerlan Tmenov           | Aythami Ruano             | Paolo Bianchessi          | Jurij Rybak               |
| ME 2004 | Selim Tataroğlu           | Indrek Pertelson          | Dennis van der Geest      | Tamerlan Tmenov           |
| ME 2005 | Alexandr Michajlin        | Janusz Wojnarowicz        | Dennis van der Geest      | Adrian Kordon             |
| ME 2006 | Andreas Tölzer            | Janusz Wojnarowicz        | Zviad Chandžaliašvili     | Tamerlan Tmenov           |
| ME 2007 | Teddy Riner               | Laša Gudžedžijani         | Andreas Tölzer            | Alexandr Michajlin        |
| ME 2008 | Tamerlan Tmenov           | Paolo Bianchessi          | Pierre Robin              | Jevgenij Sotnikov         |
| ME 2009 | Martin Padar              | Grim Vuijsters            | Igor Makarov              | Alexandr Michajlin        |
| ME 2010 | Igor Makarov              | Barna Bor                 | Andreas Tölzer            | Janusz Wojnarowicz        |
| ME 2011 | Teddy Riner               | Barna Bor                 | Martin Padar              | Janusz Wojnarowicz        |
| ME 2012 | Alexandr Michajlin        | Barna Bor                 | Marius Paškevičius        | Janusz Wojnarowicz        |
| ME 2013 | Teddy Riner               | Adam Okruašvili           | Barna Bor                 | Jean-Sébastien Bonvoisin  |
| ME 2014 | Teddy Riner               | Adam Okruašvili           | André Breitbarth          | Marius Paškevičius        |
| ME 2015 | Adam Okruašvili           | Ori Sason                 | Jakiv Chammo              | Renat Saidov              |
| ME 2016 | Teddy Riner               | Ori Sason                 | Daniel Natea              | Levan Matyjašvili         |
| ME 2017 | Guram Tušišvili           | Adam Okruašvili           | Roy Meyer                 | Lukáš Krpálek             |
| ME 2018 | Lukáš Krpálek             | Tamerlan Bašajev          | Stephan Hegyi             | Henk Grol                 |
| ME 2019 | Guram Tušišvili           | Inal Tasojev              | Stephan Hegyi             | Henk Grol                 |
| ME 2020 | Tamerlan Bašajev          | Inal Tasojev              | Guram Tušišvili           | Levan Matyjašvili         |
| ME 2021 | Inal Tasojev              | Henk Grol                 | Guram Tušišvili           | Lukáš Krpálek             |
| ME 2022 | Jur Spijkers              | Johannes Frey             | Roy Meyer                 | Guram Tušišvili           |
| ME 2023 | Martti Puumalainen        | Guram Tušišvili           | Valeriy Endovitskiy       | Jelle Snippe              |
| ME 2024 | Inal Tasojev              | Guram Tušišvili           | Tamerlan Bašajev          | Márius Fízeľ              |
| ME 2025 | Inal Tasojev              | Valeriy Endovitskiy       | Erik Abramov              | Lukáš Krpálek             |

## Ukončené disciplíny
V začátcích judistických soutěží proti sobě nastupovali soupeři podle výkonnostních stupňů. Tyto stupně zaručovaly jistou technickou zdatnost jednotlivých protivníků. Se zavedením váhových kategorií, kvůli přijetí juda na olympijské hry, se z této soutěže stala během let pouze doplňková disciplína pro těžké váhy. Z olympijských her byla vyřazena v roce 1988 a z mistrovství Evropy v roce 2007.
Populární zůstává v Japonsku, kde je výkonnost jednotlivých judistů závislá na jejich technické zdatnosti. Duely jsou otevřené a zaručují zajímavou zápletku v podobě úspěchu středních vah nebo dokonce lehkých vah (naposledy Tošihiko Koga). V Evropě se k judu přistupuje jinak. Evropské těžké váhy pracují především s fyzickou silou, kondicí a taktikou. Souboje tak byly divácky neatraktivní tzv. přetlačovaná. V roce 2004 se poprvé soutěž bez rozdílu vah konala mimo mistrovství Evropy ve váhových kategoriích a po olympijských hrách v Pekingu byla zrušena.

### Bez rozdílu vah
|         | Zlato                     | Stříbro               | Bronz                 | Bronz                     |
| ------- | ------------------------- | --------------------- | --------------------- | ------------------------- |
| ME 1951 | Jean de Herdt             | Geof Gleeson          |                       |                           |
| ME 1952 | Guy Verrier               | Robert Jaquemond      |                       |                           |
| ME 1953 | Anton Geesink             | Bernard Pariset       |                       |                           |
| ME 1954 | Anton Geesink             | Henri Courtine        |                       |                           |
| ME 1955 | Bernard Pariset           | Anton Geesink         |                       |                           |
| ME 1957 | Anton Geesink             | Bernard Pariset       |                       |                           |
| ME 1958 | Anton Geesink             | Bernard Pariset       |                       |                           |
| ME 1959 | Anton Geesink             | Nicola Tempesta       |                       |                           |
| ME 1960 | Anton Geesink             | Nicola Tempesta       |                       |                           |
| ME 1961 | Anton Geesink             | Michel Bourgoin       |                       |                           |
| ME 1962 | Anton Geesink             | George Kerr           |                       |                           |
| ME 1963 | Anton Geesink             | Henk Warmerdam        |                       |                           |
| ME 1964 | Anton Geesink             | Martin Poglajen       |                       |                           |
| ME 1965 | Alfred Meier              | Syd Hoare             |                       |                           |
| ME 1966 | Anzor Kiknadze            | Alfred Meier          | Klaus Henning         | Vladimir Saunin           |
| ME 1967 | Anton Geesink             | Anzor Kiknadze        | Wim Ruska             | Klaus Henning             |
| ME 1968 | Vladimir Saunin           | Radovan Krajinović    | Günter Monczyk        | Klaus Henning             |
| ME 1969 | Wim Ruska                 | Anzor Kibrocašvili    | Dirk Eveleens         | Vladimir Saunin           |
| ME 1970 | Klaus Hennig              | Wim Ruska             | Jean-Claude Brondani  | Sergej Novikov            |
| ME 1971 | Vitalij Kuzněcov          | Santiago Ojeda        | Henk Kruys            | Reinhard Otto             |
| ME 1972 | Wim Ruska                 | Jean-Claude Brondani  | Klaus Hennig          | Sergej Novikov            |
| ME 1973 | Sergej Novikov            | Šota Čočišvili        | Dietmar Lorenz        | Wolfgang Zuckschwerdt     |
| ME 1974 | Sergej Novikov            | Šota Čočišvili        | Imre Varga            | Wolfgang Zuckschwerdt     |
| ME 1975 | Givi Onašvili             | Šota Čočišvili        | Peter Adelaar         | Wolfgang Zuckschwerdt     |
| ME 1976 | Avel Kazačenkov           | Vladimír Novák        | Radomir Kovačević     | Džibilo Nižaradze         |
| ME 1977 | Angelo Parisi             | Wolfgang Zuckschwerdt | Robert Van de Walle   | Šota Čočišvili            |
| ME 1978 | Dietmar Lorenz            | Jean-Luc Rougé        | Imre Varga            | Džibilo Nižaradze         |
| ME 1979 | Alexej Ťurin              | Angelo Parisi         | Robert Van de Walle   | Paul Radburn              |
| ME 1980 | Robert Van de Walle       | Angelo Parisi         | Vladimír Kocman       | Sergej Novikov            |
| ME 1981 | Wojciech Reszko           | Willy Wilhelm         | Arthur Schnabel       | András Ozsvár             |
| ME 1982 | Alexej Ťurin              | András Ozsvár         | Arthur Schnabel       | Fred Olhorn               |
| ME 1983 | Angelo Parisi             | Robert Van de Walle   | Juha Salonen          | Grigorij Veričev          |
| ME 1984 | Angelo Parisi             | Grigorij Veričev      | Robert Van de Walle   | Mihai Cioc                |
| ME 1985 | Alexander von der Groeben | Chabil Biktašev       | Andrzej Basik         | Elvis Gordon              |
| ME 1986 | Henry Stöhr               | Peter Seisenbacher    | Christian Vachon      | Grigorij Veričev          |
| ME 1987 | Grigorij Veričev          | Christian Vachon      | Andrzej Basik         | Jochen Plate              |
| ME 1988 | Elvis Gordon              | Akaki Kibordzalidze   | László Tolnai         | Damjan Stojkov            |
| ME 1989 | Juha Salonen              | Frank Möller (GDR)    | Sergej Kosorotov      | Harry Van Barneveld       |
| ME 1990 | László Tolnai             | Harry Van Barneveld   | Davit Chachaleišvili  | Alexander von der Groeben |
| ME 1991 | Igor Bereznickij          | Bernd von Eitzen      | Patrice Rognon        | Stefano Venturelli        |
| ME 1992 | Thomas Müller             | Georges Mathonnet     | Harry Van Barneveld   | Elvis Gordon              |
| ME 1993 | Davit Chachaleišvili      | Harry Van Barneveld   | Jevgenij Pečurov      | Henry Stöhr               |
| ME 1994 | Laurent Crost             | Harry Van Barneveld   | Jevgenij Pečurov      | Alexandre Davitašvili     |
| ME 1995 | Imre Csősz                | Ralf Koser            | Harry Van Barneveld   | Ben Sonnemans             |
| ME 1996 | Indrek Pertelson          | Selim Tataroğlu       | Harry Van Barneveld   | Ramaz Čočišvili           |
| ME 1997 | Harry Van Barneveld       | Volker Heyer          | Indrek Pertelson      | Selim Tataroğlu           |
| ME 1998 | Selim Tataroğlu           | Harry Van Barneveld   | Dennis van der Geest  | Indrek Pertelson          |
| ME 1999 | Selim Tataroğlu           | Ernesto Pérez         | Dennis van der Geest  | Alexandru Lungu           |
| ME 2000 | Aythami Ruano             | Selim Tataroğlu       | Frank Möller          | Alexandre Davitašvili     |
| ME 2001 | Alexandr Michajlin        | Dennis van der Geest  | Zoltán Csizmadia      | Ramaz Čočišvili           |
| ME 2002 | Dennis van der Geest      | Alexandr Michajlin    | Ruslan Šarapov        | Pedro Soares              |
| ME 2003 | Alexandr Michajlin        | Dennis van der Geest  | Ramaz Čočišvili       | Andreas Tölzer            |
| ME 2004 | Matthieu Bataille         | Giorgi Kizilašvili    | Antal Kovács          | György Kosztolánczy       |
| ME 2005 | Tamerlan Tmenov           | Alexandr Michajlin    | Martin Padar          | Matthieu Bataille         |
| ME 2006 | Alexandr Michajlin        | Jevgenij Sotnikov     | Adam Okruašvili       | Martin Padar              |
| ME 2007 | Alexandr Michajlin        | Igor Makarov          | Przemysław Matyjaszek | Martin Padar              |